# Jan Verheyen (voetballer, 1944)
Jan Verheyen (Hoogstraten, 9 juli 1944) is een Belgisch voormalig voetballer die speelde als middenvelder. Hij voetbalde in de eerste klasse bij Beerschot VAC en RSC Anderlecht en speelde 33 wedstrijden voor het Belgisch voetbalelftal. Hij is de enige Belgische speler die drie jaar na elkaar de Beker van België kon winnen.

## Loopbaan
Verheyen debuteerde in 1961 op 17-jarige leeftijd als middenvelder in het eerste elftal van Beerschot VAC. Hij verwierf er al vlug een basisplaats in de ploeg en bleef er spelen tot in 1971. Met Beerschot bereikte hij in 1968 de finale van de Beker van België maar verloor de wedstrijd tegen Club Brugge na het nemen van strafschoppen. Het was Verheyen die de beslissende strafschop miste. In 1971 won Verheyen met Beerschot wel de Bekerfinale tegen Sint-Truiden met 2-1.
In 1971 stapte Verheyen over naar RSC Anderlecht. Met de ploeg werd Verheyen landskampioen in 1972 en 1974 en werd de Beker van België gewonnen in 1972, 1973 en 1975. Verheyen is hiermee de enige Belgische speler die driemaal na elkaar de Beker won (1971, 1972 en 1973). Hij speelde in totaal 380 wedstrijden in de eerste klasse bij Beerschot en Anderlecht en scoorde hierin 51 doelpunten.
In 1975 ging Verheyen voetballen bij derdeklasser Union Sint-Gillis waar hij aangesloten bleef tot in 1978. Dat jaar ging hij in de vierde klasse voetballen bij Hoogstraten VV. Hier was hij ook enkele seizoenen speler-trainer. In 1986, op het moment dat Hoogstraten promoveerde naar de derde klasse, zette hij op 42-jarige leeftijd een punt achter zijn spelerscarrière.
Tussen 1965 en 1976 werd Verheyen 50 maal geselecteerd voor het Belgisch voetbalelftal en speelde in totaal 33 wedstrijden. Hij zat in de voorselectie van het Wereldkampioenschap voetbal 1970 in Mexico maar speelde er geen wedstrijden. Tijdens het Europees kampioenschap voetbal 1972, dat in België plaatsvond, speelde hij de halve finale en de wedstrijd om de derde plaats.
In de beslissende kwalificatiewedstrijd Nederland - Belgïe voor het wereldkampioenschap 1974 scoorde hij in de laatste minuut. Het werd echter vanwege buitenspel afgekeurd waardoor Nederland naar de eindronde ging.
In april 1976 werd hij door Raymond Goethals geselecteerd voor de wedstrijd Nederland-België terwijl Verheyen actief was bij derdeklasser Union Sint-Gillis. Hij speelde de volledige wedstrijd, die met 5-0 werd verloren, mee en hij is hiermee, samen met Nic Hoydonckx, Henri Bierna en Hadelin Viellevoye de enige Belgische voetballers die actief waren in de derde klasse en een wedstrijd voor de Rode Duivels speelde.
Jan Verheyen is de vader van voormalig voetballer, nu voetbalanalist Gert Verheyen. Hij werkte na zijn carrière nog voor KBC.

## Palmares

### K Beerschot VAC
- Beker van België: 1970–71

RSC Anderlecht
- Eerste klasse: 1971–72, 1973–74
- Beker van België: 1971–72, 1972–73, 1974-75
- Ligabeker: 1973, 1974

### Internationaal
- UEFA Europees Kampioenschap: 1972 (Derde plaats)